# 藤澤薬品
藤澤薬品株式会社（ふじさわやくひん）は、大分県大分市弁天1-2-2に本社を置き、主に医薬品・医療機器の卸売りを扱っていた企業。

## 概要
- 代表取締役社長　藤沢孝文
- 資本金 4000万円

## 沿革
- 1950年（昭和25年）3月、設立。
- 1996年（平成8年）4月、福岡県の「ユニック」に合併される。

## 支店
- 大分
- 別府
- 中津

## 営業所
- 佐伯
- 日田

## 取引基幹メーカー
- 日本アップジョン
- 日本チバガイギー
- 吉富製薬
- 大塚製薬
- バイエル薬品

- 武田薬品工業
- 山之内製薬
- 藤沢薬品工業
- 協和発酵
- 住友製薬